# Sistema Nacional de Protección Civil de El Salvador

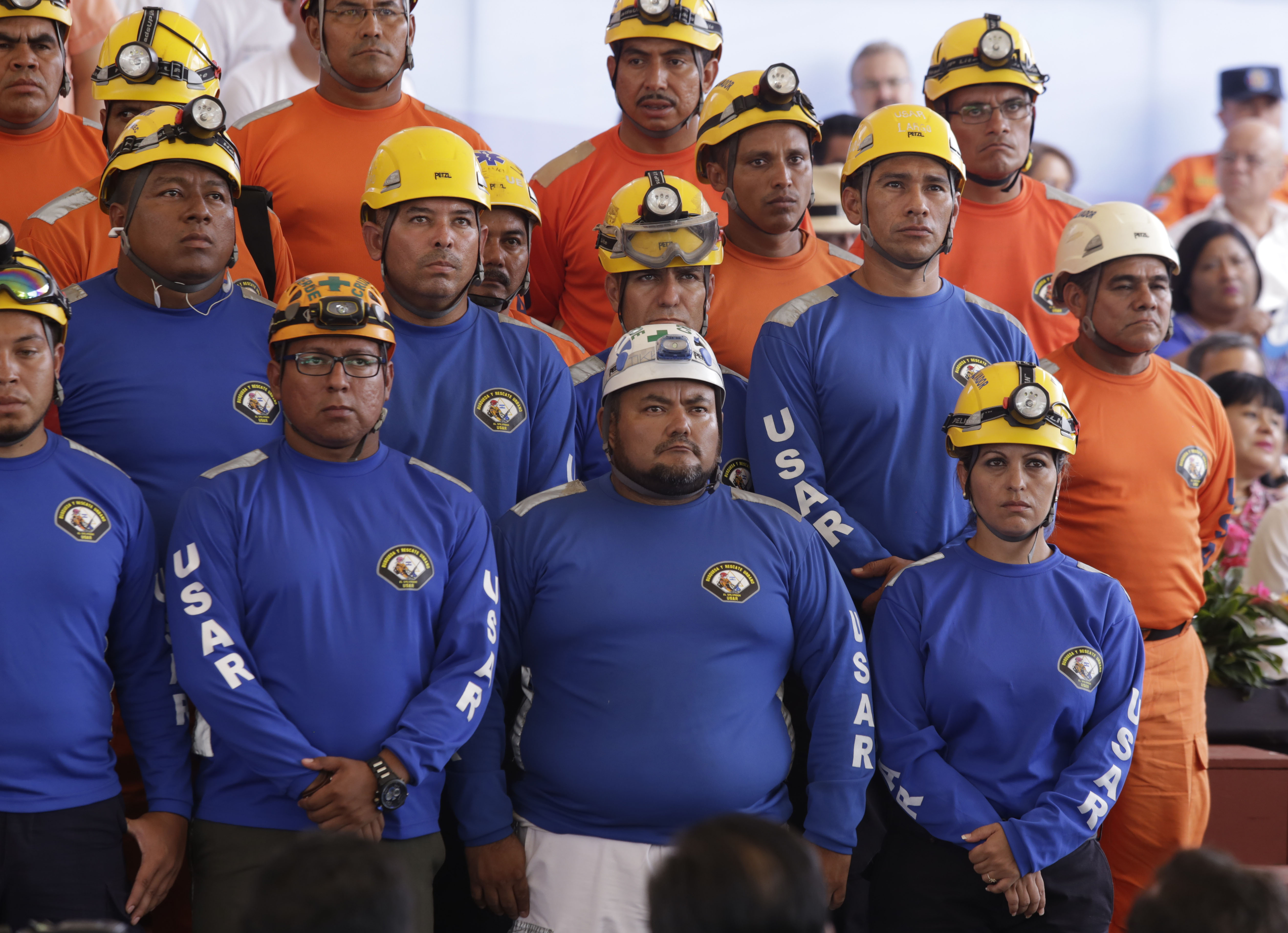
Miembros de Búsqueda y Rescate Urbano (USAR El Salvador).

El Sistema Nacional de Protección Civil, Prevención y Mitigación de Desastres de El Salvador, comúnmente conocido como "Protección Civil", es una entidad del gobierno de El Salvador, creada para prevenir y mitigar los desastres y para coordinar esfuerzos de rescate y reconstrucción.  La gestión diaria se lleva a cabo por la Dirección General de Protección Civil, Prevención y Mitigación de Desastres.
El Sistema Nacional de Protección Civil es una dependencia del Ministerio de Gobernación y Desarrollo Terriotorial, por lo que el ministro del ramo es a su vez el presidente de la Comisión Nacional de Protección Civil, Prevención y Mitigación de Desastres. El actual presidente de dicha comisión es Mario Durán.
Protección Civil forma parte de una red centroamericana de agencias gubernamentales de emergencia conocida como el Centro de Coordinación para la Prevención de los Desastres Naturales en Centroamérica, (CEPREDENAC), creada en 1993 en el contexto del Sistema de la Integración Centroamericana (SICA).
El Sistema de Protección Civil es el encargado en El Salvador de decretar estados de alerta en casos de amenazas de desastres naturales, las cuales podrán ser generalizadas en todo el territorio o focalizadas en ciertos departamentos o municipios del país. La escala de las alertas son:
- Verde: Atención ante posible amenaza.
- Naranja: Precaución por posible amenaza.
- Amarilla: Preparación ante posible amenaza.
- Roja: Acción por peligro inminente.